# ممرض مدرب
مدرب الممرضين هو ممرض يُعَلِّم ويمنح الترخيص لممارسة التمريض (LPN) ويسجل الممرضين ((RN للدخول إلى المواقع التدريبية. ومدرب الممرضين يمكن ان يعلم أيضا في المواقع المختلفة للعناية بالمريض ليزود الممرض المتدرب بتعليم مستمر مكثف لمنحهم الترخيص للدخول في فريق التمريض. مدربو الممرضون يعدو ممرضون متقدمون في التدريب ومدربون ممرضين بالإضافة إلى ممرضون اداريون وممرضون باحثون وايضا قادة في مواقع العناية الصحية والمنظمات التعليمية.
أنواع الشهادات التي يتطلبها مهنة مدرب الممرضين يمكن ان يتم اعتمادها من قبل الحكومات التي تمنح العمل للمرض أو من خلال الوكالات المنتظمة التي تمنح حق ممارسة التمريض للممرض. في الولايات المتحدة واحدة من الوكالات التي تمنح الشهادة لممارسة التمريض هي المجلس الوطني لهيئة التمريض في الولاية. وعلى سبيل المثال المنظمة يمكن ان تعلم في برنامج منح التراخيص لممارسة التمريض من قبل شخص بشهادة مساعد في التمريض.
تتطلب معظم برامج البكالوريوس والشهادات الاعلى في تدريب التمريض على الاقل إلى خريج مبتدئ أو يفضل الدكتوراه بحيث يزاولوا المهنة بدوام كامل. معظم مدربو الممرضون يمتلكون خلفية تخصصية عياديه بالإضافة إلى دراسات عملية في التعليم. 
تقوم العديد من المدارس بعرض تخصص مدرب الممرضون والذي يركز على تعليم التمريض في مختلف مجالاته. يكن للطلبة الذين يتعلمون التمريض من انهاء درجة الماستر إذا أرادوا الدخول في هيئة التدريس. 
يمكن لمدربون التمريض ان يختاروا التعليم في أي مجال تخصصي يريدوه. ولا يوجد درجة اضافية غير الماستر في التمريض للدخول في مجال تدريب الممرضون. معظم المدارس تعين ممرضون ذوي خبرة في منطقتهم للتعليم في الصفوف. بحيث يمكن للطالب ان يحصل على فهم أفضل للمادة الحالية التي يتم تعليمة فيها.
في أستراليا، مدرب الممرضون يجب ان يكون من الممرضين المسجلين في (اقسام الممرضونRNs/). قاعدة مدرب الممرضون غير متوفرة لمنحه الدخول إلى هذه المهنة. تتطلب مهنة مدرب الممرض على الاقل الي شهادة (IV) للتدريب والتقييم وذلك لتعليم في برنامج الدبلوم في التمريض في الصفوف التعليمية والمواقع العيادية.
بكالوريا مدربو التمريض لا تتطلب هذه الكفاءة كما ذكرنا في الفقرة السابقة، ولكن بشكل عام يفضل ان تكون متوفرة لديه. مدرب الممرض يمكن ان يكمل تعليمه في الجامعة بدرجة خريج مبتدئ في التمريض أو التعليم العيادي التي تأهله لوظيفة اكاديمية على سبيل المثال باحث أو القاء المحاضرات أو تعليم الدكتوراه. حتى يصبح مدرب الممرض مدرب ممرض عيادي في المواقع العناية الصحية (على سبيل المثال في جناح الرعاية للحالات الصعبة) حتى يتم تسجيلهم في هذه المرتبة يتطلب خبرة عياديه من خمسة الي عشرة سنوات ومن ستة الي ثمانية سنوات من الدراسة (على الاقل ان يحصل على شهادة البكالوريوس أو شهادة الخريج المبتدئ أو الدبلوم).